# ادوارد اچ. گریفیت
ادوارد اچ. گریفیت (انگلیسی: Edward H. Griffith؛ ‏ ۲۳ اوت ۱۸۹۴ – ۳ مارس ۱۹۷۵) کارگردان و تهیه‌کننده اهل ایالات متحده آمریکا بود.

## بخشی از فیلمشناسی
از فیلم‌های وی می‌توان به آثار زیر اشاره کرد.
- همنشین بد (۱۹۲۵)
- تعطیلات (۱۹۳۰)
- ویرجینیا (۱۹۴۱)
- شبی در لیسبون (۱۹۴۱)